# Drešnica
Drešnica (cyr. Дрешница) – wieś w Serbii, w okręgu toplickim, w gminie Blace. W 2011 roku liczyła 78 mieszkańców.